# João Nunes Tinoco
João Nunes Tinoco (vers 1610 - 1689) est un architecte portugais.

## Biographie
Il est le fils de l'architecte Pedro Nunes Tinoco (- 1641), patriarche d'une famille d'architectes qui ont eu un rôle de premier plan dans le développement de l'architecture dans le pays, au XVIIe siècle et XVIIIe siècle.
João Nunes Tinoco a d'abord été nommé dans les années 1630-1631 dans un des trois endroits pour apprendre l'architecture. 
En 1641, à la mort de son père, on lui a confié l'exécution des travaux de l'église de São Vicente de Fora. João Antunes (1643 - 1712) y a fait son apprentissage.
Il est nommé architecte de sa majesté, en 1650. Après la création en 1655 par Dona Luisa de Gusmão de la Maison de la reine (Casa das Rainhas), il y a été nommé architecte. 
Sa carrière professionnelle s'est développée entre les années 1652 et 1689 pendant lesquelles il a réalisé des dizaines de projets et travaillé principalement dans la région de Lisbonne. Il s'est imposé comme l'un des premiers architectes à construire dans le style baroque portugais.
En 1661 il a conçu le sanctuaire de l'église de Santa Justa (Igreja de Santa Justa), où apparaissent pour la première fois dans le pays les colonnes torses qui vont être répétées dans des dizaines de retables dans le nord pays. Il a travaillé ensuite sur le couvent de San Francisco da Cidade  (Convento de São Francisco da Cidade), et le couvent de San Francisco de Xabregas, à la limite entre Marvila (Lisbonne) et Beato, au Convento da Graça, pour l'église de Sainte Thérèse des Carmes Déchaux (Igreja de Santa Teresa das Carmelitas Descalças) de Carnide commandée par Maria Josefa de Bragança, fille naturelle du roi dom João IV et moniale dans le couvent.
Il est intervenu sur d'autres édifices, comme le séminaire jésuite de Santarém, dans les années 1670. Il a probablement fait le dessin de la façade est approuvée en 1673 par le supérieur général des jésuites. Le roi dom Alfono VI a entrepris  le réaménagement urbain de Santarém autour de l'ancien palais royal. Il a fait construire une église dédiée à Notre-Dame de la Miséricorde en remerciement d'un miracle qui s'était produit le 11 juillet 1663 et qui aurait permis la victoire à la bataille d'Ameixial. À l'endroit de l'église se trouvait une chapelle dédiée à Notre-Dame de Guadalupe construite en 1611 et qui a servi de chœur à la nouvelle église. Il a fait les plans de l'église Notre-Dame de la Miséricorde, en 1664, terminée en 1691. C'est un édifice de transition entre le maniérisme et le baroque,. 
À partir de 1673, il est intervenu pour la construction de l'église Saint-Michel de Alfama.
Selon les recherches Paulo Varela Gomes, en 1987, il a participé au début de la construction de l'église Santa Engracia attribuée  officiellement à l'architecte João Antunes qui a été son apprenti.
On lui attribue la conception du palais des marquis de Fronteira, à Lisbonne.
Il a dessiné en 1650 un plan de Lisbonne.
Il a fait les dessins originaux du manuscrit intitulé Architectonica Militar ou Fortificação Moderna de Luís Serrão Pimentel, daté de 1661
Il a donné les plans des retables des chapelles majeures de l'église d'Amora, à Almada, en 1684, et de l'église-mère de Cascais.